# Ilddaab
Ilddaab er en kortfilm fra 1999 instrueret af Niels Nørløv Hansen efter manuskript af Niels Nørløv Hansen og Mads Tobias Olsen.